# Basstavagge
Basstavagge (Pastavagge) är en högalpin dal i Sarek som löper mellan Rapadalen och sydänden av Kukkesvagge, i närheten av Rinim. Dalen är populär bland vandrare och erbjuder goda möjligheter till toppturer i Ähpar- och Skårkimassiven. Lämpligast nås dalen genom vandring från Saltoluokta eller Stora Sjöfallet

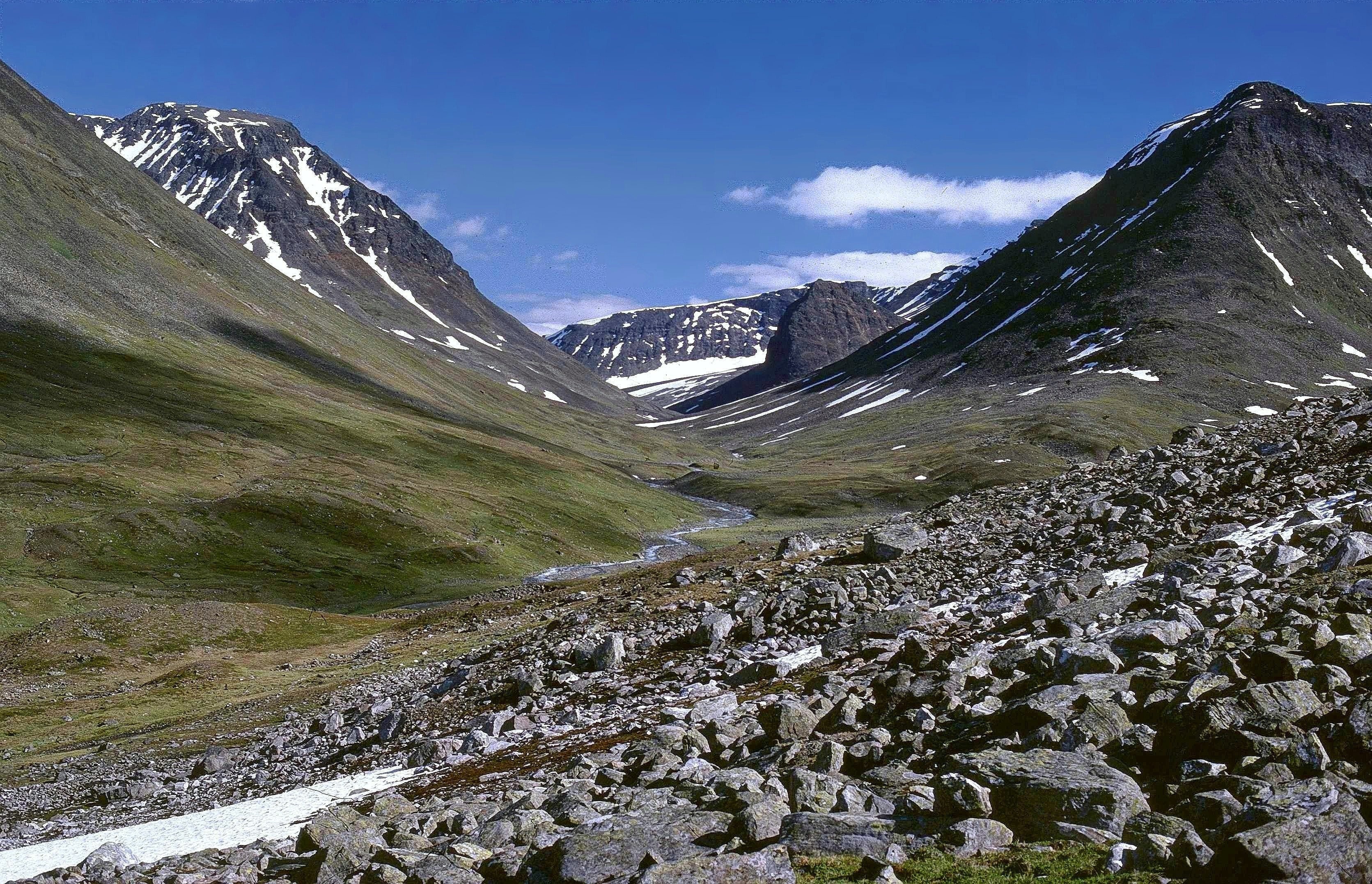
Norra delen av Pastavagge. Äparmassivet till vänster och Skårkimassivet till höger
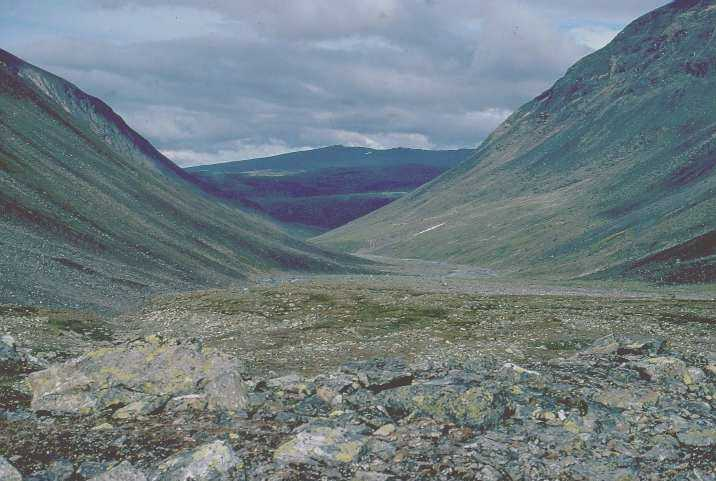
Pastavagge österut, i närheten av vattendelaren